# ヴェルヴァー
ヴェルヴァー (ドイツ語: Welver) は、ドイツ連邦共和国ノルトライン＝ヴェストファーレン州アルンスベルク行政管区のゾースト郡に属す町村（以下、本項では便宜上「町」と記述する）である。

## 地理

### 隣接する市町村
ヴェルヴァーは、北から時計回りにリッペタール、ゾースト、ヴェルル（以上ゾースト郡）、郡独立市ハムと境を接している。

### 地区
現在の町域は1969年のノルトライン＝ヴェストファーレン州の自治体再編によって形成されたものであり、以下の20地区を含む。
| - バルクゼン - ベルヴィッケ - ブルームロート - ボルゲルン - ディンカー - ドルフヴェルヴァー - エーニングゼン | - アイネッケ - アイネッカーホルゼン - フレルケ - イリンゲン - クロティンゲン - メルクリングゼン - ナテルン | - レックリングゼン - シャイディンゲン - シュヴェーフェ - シュトックラルン - フェリングハウゼン＝アイルムゼン - ヴェルヴァー |

## 歴史

### 先史時代および古代
20世紀末以降の数十年間に、興味を持った郷土愛好者や農民によって発見された古代の出土品は、この町の先史時代に光を投げかけた。農作業によって発掘された出土品の一部はゾーストのブルクホーフ博物館やヴェルヴァーの郷土館で見ることができる。これらの出土品は、個人所有のものであってもすべて登録され、カードに記録されており、その総体として、人物やその行為に関する文書が作成する以前の、郷土の集落の様子の概要を伝えている。埋蔵文化財とその管理および利用は、現在や後世の研究にとても重要である。鉄器時代は青銅器時代と同様にその痕跡を遺しているが、この時代（青銅器時代: 紀元前2000年から紀元前750年）の出土品は希である。地中の鉄や青銅製の品は、その素材が再利用可能であるため、現代まで遺されていないことが多い。出土品で特に多いのは新石器時代（紀元前5000年から紀元前2000年）であるが、これより古い時代のものもある。大きな集落があったことを示唆する特別な埋蔵文化財がキルヒヴェルヴァー近郊クーホルツの古代に地固めした施設の痕跡である。これはレックリングザー通りから北側沿いに西から東に設けられている。この遺跡の中に現在もある池を地元では「ヴァルハラ」と興味深い名前で呼んでいる。ディートリヒスはその論文中で、ヴェルヴァーの避難城砦はいまだに時代を特定できていない遺跡であると述べている。その特定は後世の研究に委ねられている。

### 領主座
「ヴェルヴァー」の名前はケルン大司教フィリップ1世フォン・ハインスベルクの文書に初めて登場する。この文書は1179年4月12日の日付があり、ゾーストで作成されたものである。文書の内容は、エリングハウゼン修道院とエディンゲン修道院との間で2つの農場を交換するというものであり、本来ならばこの町とは関係のないものである。しかし証人として聖職者の後に貴族のコンラート・フォン・リューデンベルク、エーバーハルト・フォン・アルダイ、ヴィクボルト・フォン・ヴェルヴァーの名が記されているのである。これらの貴族は村に由来する名前を名乗っているので、ヴェルヴァーは1979年に文書でその存在が確認できてから800年祭を祝った。
ヴェルヴァー貴族家は、様々な史料に記述されているとおり、ヴェルヴァーブルクに住んだ。この城砦は現在のクロスターホーフやクロスターガルテン付近にあり、現存する壕や池でおそらく当時すでに囲まれていたと推測される。カッペンベルク修道院の史料（日付なし。1185年から1203年の間）からヴィクボルトはヴェルヴァー貴族家一門の最後の後継者であったと思われる。この史料にはヴィクボルトとその妻・娘、その他の証人が挙げられている。息子がいれば記述されていたはずである。ヴィクボルトの娘はおそらくゾーストの代官であるエーバーハルト（1178年 - 1210年）に嫁いだと考えられている。ヴェルヴェブルクやヴェルヴァーの教会に対する守護権を含む遺産はゾーストの代官のものとなった。最後の代官となったヴァルターは、妻のゾフィーと連名でヴェルヴァー、クロティンゲン、シャイディンゲンの所領をラムスドルフ修道院に売却し、1240年にシトー会女子修道院建設の礎石を据えた。

### 教会区
ヴェルヴァーの教会をいつ、誰が建設したかは、文献に記録がない。しかし1240年から1245年の古い修道院の文書にはヴェルヴァー教会区を含めその記述があるので、それ以前に建設されていたことが判る。建築様式や建設時の習慣からヴェルヴァー領主家が12世紀に私的な教会として建設したものと推測される。ゾーストの代官がヴェルヴァー家の後継者として引き継いだ教会の守護権がこれを示唆している。修道院時代にこの教会は必要に応じて増改築がなされた。
古いヴェルヴァーの教区連合は、レックリングゼン、クロティンゲン、フレルケ、マイエリヒ、ヴェーヴァーの 5つの集落を包含していた。歴史家は、この地域が元々ディンカー教会区に属していたという説を採用している。現在も毎年開催されベルデ主任司祭区の代表が招かれるゾーストのウルリヒパレードに、ディンカーの使者が、自治体「ブーテンリューデ」の代表に同行している事実に注目すべきである。隣接するヴェルヴァー司祭区はディンカーの後につきそっており、ディンカーの支部教会と認識されていた。
ヴェルヴァーの教会成立年代を推定するヒントは二人の守護聖人にある。古い教会は殉教者「イングランドのアルバン」と「キリアクス」に献ぜられた。キリアクス崇拝は、ゲロ辺境伯がこの聖人の聖遺物をローマからアッシャースレーベン近郊のフローゼ修道院に移送したのちに興った。ヴァルヴァーの教会の主聖人である聖アルバヌスはさらに遡る。彼はキリスト教のドイツでの布教時代に持ち込まれた聖人で、イギリスで特に崇拝されていた。
何世紀にもわたって続けられている「聖霊降臨祭の月曜日の大パレード」はもともと「アルバヌス詣」であり、ディンカー、フルトロプ、リップボルクやヘーフェシュタットまでのリッペ川流域の村、リースボルン、ヴァーダースローはもちろん、ゾースト、シャイディンゲン、ヴェルルを含む周辺地域から巡礼が行われていた。19世紀初頭でも、教師ホンカンプの報告によれば2,000人から3,000人の「巡礼者」が訪れた。
古代からマイエリヒにあった教会の荘園は、ヴェルヴァーに教会が建設される前からそれに類するものがここにあったことを推測させる根拠となっている。ケルン大司教ハインリヒ2世・フォン・フィルネブルクは1326年、ヴェルヴァーの司祭に「古代」に住居があった "Mederike"（マイエリヒ）に住むよう命じた。ヴェルヴァー地区での教会の発展に関わるできごとを考察し、列記すると以下のようになる: 
- 8世紀 ?: マイエリヒに木造教会が建設され、聖アルバヌスを守護聖人とした。この教会は、破壊、火災、倒壊あるいはその他の理由で取り壊された。
- 10世紀から11世紀 ?: ヴェルヴァーの領主が、その館の近くに私有の教会を建設し、古くからのアルバヌスの守護を受け容れ、さらにその下位に「流行」にしたがって聖キリアクスの守護を置いた。
- 12世紀から13世紀: この私有教会が教区教会に発展し、ヴェルヴァー領主家がその守護権を持った。
- 13世紀から14世紀: この教区教会が修道院教会に転用され、それに伴い拡張された（1245年 - 1254年）。教区は修道院に編入された（1326年）。

### ヴェルヴァー修道院
ヴェルヴァーおよびその周辺地域の宗教的、文化的、経済・社会的発展に深く、決定的な転換をもたらしたのが、1240年頃のシトー会女子修道院の創設であった。1242年付けの文書によって、ケルン大司教コンラート・フォン・ホーホシュターデンがこの修道院を設立し、新しい修道会支部を教会の特別な庇護下に置いたことが証明されている。
修道院の管理と運営は、修道女の中から終身制で選ばれた女子修道院長の手に委ねられた。修道院長は、修道院内の内省的・宗教的生活を監視し、世俗的・経済的用件を処理し、外部に対しては修道院の代表者を務めた。彼女のサポートをする者として、財務担当の「プリオリサ」、飲食やその他のサービスを担当する「ケルナーシェ」、備品管理や規律を担当する「ケムナーシェ」がいた。
初代の女子修道院長には、代官であるヴァルターの姉妹にあたるヘリカが選ばれた。続くアセラとアライディスの時代である1261年から1267年に石造建築の修道院が建設された。文書や式典記録によって現在までの29人の女子修道院長の名前が判っている。その中で建設工事に最も熱心だったのがマリア・エリーザベト・フォン・アルデブルックで、1685年に修道院の建物の一部を新築し、さらに1697年から1700年に新しい修道院教会を建設した。これが現在の聖ベルンハルト教区教会である。美しい修道院玄関（後に聖ゲオルク福祉施設の入り口）にその紋章、銘文、年号（1687年）が掲げられている。修道院のブルワリーはカタリーナ・ゲルトルーディス・フォン・ビショッピンクによって建造された。この建物は、後にカトリックの学校が入居し、さらにその後ユングコルピング＝ハイムとなり、現在は郷土館となっている。この建物の紋章と銘文は、ひどく風化している。銘文にはローマ数字で1712年と記されている。豪華な聖体顕示台にも修道院長の名前と1722年の年号が刻まれている。
創設当初からこの修道院は、ニーダーラインのアルテンカンペン修道院長の監督下に置かれていた。修道院の聖俗両面での利益確保に関する最終決定は彼の責務であった。その決定権は、売買、寄付、建設、さらに女子修道院長や司祭の専任にまで及んだ。
最初の2世紀の間に修道院は、譲渡（周辺に住む貴族の子女が修道院に入る際の持参金）、寄付、購入により広大な地所を獲得した。1685年の土地台帳には周辺の合計 51 ヘーフェの土地が修道院の所有とされている。
一部はミュンスター州立文書館、一部はゾースト州立文書館に保管されているいくつかの文書は、シトー会の修道女がヴェルヴァー地域でおよそ6世紀の間活動していたことを示している。

### ヴェルヴァーの宗教改革
16世紀の大きな宗教改革運動はこの沃野にも及び、これによりゾースト市はルター派の教えに帰依することを1531年に宣言した。ゾーストは、近隣の自由伯領を買収することで、13世紀から14世紀にはこの沃野の覇権を握っていた。このため、この地方の司祭区でも新しい教義に門戸が開かれようとしていた。
ヴェルヴァーでは比較的長く混乱が続いた。修道院はカトリックに留まった。修道院長ゲルトルート・ヴァン・ホイテとその後任のマルガレータ・フォン・フュルステンベルクは修道院集会とともに、任せられた教会組織を新しい教義の影響から護ろうと努めた。このため、ゾースト参事会と女子修道院長との間で、疲弊するだけの応酬と紛争が長く続いた。追放を含む排斥を何度も互いに繰り返した後、ヴェルヴァーでは司祭にカトリック、その副司祭に福音主義が就くという関係が一旦成立した。当然、この解決法では不和やさらなる紛争を押さえ込むことはできなかった。三十年戦争では、ある時は修道院側の皇帝軍が、ある時はゾースト議会の兵士がこの地域を掌握した。
1649年12月19日、ゾーストの参事会員の前で、ブランデンブルク選帝侯領の代表者ドロステ＝ノイホフ・ツー・アルテナとウナの騎士エーバーハルト・ツァーンによって、ヴェルヴァーの教会、司祭館、聖具室はその財宝とともに最終的に福音主義組織のものとなり、ルター派の牧師アルベルト・シェヴォイスがヴェルヴァーの教会に入った。教会は、1565年から1623年までそうであったように、共同の教会として利用されることとなった。内陣ではカトリックである修道院の礼拝が、それ以外では福音主義の教区組織の礼拝が行われた。修道院は、1697年から1700年までに古い教会のすぐ隣に新しくバロック様式の教会（現在のカトリック教区教会）を建設した。これ以降、古い教会は完全に福音主義教会が利用することとなった。

### 修道院の廃止
フランス革命に端を発した大きな政治的影響はゾースト沃野でも力を発揮した。リュネヴィルの和約（1801年）によって、ドイツ諸侯が治めていたライン川左岸の地域すべてがフランスに割譲されることが決定した。これをライン右岸で賠償する必要があった。このために必要な土地は、レーゲンスブルクでの帝国代表者会議主要決議（1803年）に従って聖界所領を没収して供給することとなった。1804年にヴェルヴァー修道院に統治委員が現れ、財産目録を入手し、文書庫と金庫を封鎖して、押収を宣言した。しかし突然勃発した戦争により、その他の処置は先送りされた。
若い修道院オルガニストで教師のベルンハルト・ハインリヒ・ホンカンプは、修道女や修道院長マリア・テレージア・フォン・ローンとともに修道院の将来に大きな懸念を抱いた。彼は多くの愛と理想主義を備えた学校を創出しようと考えたが、女子修道院長や修道女の積極的な援助や支援が得られなかったため、頓挫した。
ホンカンプの提案で、修道院集会は新しい教会に正式なカトリック教区を設けることとし、当時の総長の賛同を得て1807年9月3日に認可された。これ以後、ヴェルヴァー、マイエリヒ、フレルケ、クロッティングン、レックリングゼン、アイネッケ、アイネッカーホルゼン、エーニングゼン、ベルヴィッケ、ナテルン、ディンカー、フェリングハウゼン、アイルムゼン、ドルフヴェルヴァーのカトリック住民はこの教区に属すこととなった。
1809年11月18日にヴェルヴァー修道院はおよそ570年の歴史の幕を閉じた。ただし、沃野最大の森林地域であるヴェルヴァーの森、古い池と壕施設、銘文とフォン・アルデブルーフ修道院長の紋章が刻まれた石造りの建物、修道院の使用人たちが住んでいた村に建っていた木組み建築、1700年頃に建てられたバロック教会だけが遺された。

### ホンカンプ
ホンカンプ記念碑は、親切で博愛主義であったためあらゆる面で尊敬され、愛された教師ベルンハルト・ハインリヒ・ホンカンプを記念している。彼は修道院のオルガン奏者としてアンレヒテからヴェルヴァーにやって来て、60年以上にわたって教師および音楽愛好者として幸福に働いた。彼は特に困窮者の保護に注力し、ヴェルヴァーやその周辺地域の病院や貧困者の元を訪れた。彼は患者の所見を記録し、これが医者をこの町に呼び寄せるきっかけになった。自然療法医としての豊富な経験により、彼自身も患者の苦痛を和らげ、治療を行った。彼の全般的な奉仕活動に対して、プロイセン国王から一般栄誉章が、後には赤鷲勲章第4等が授与された。
1882年に当時の名誉アムト長ヴィルヘルム・スミスの提案に基づき、ホンカンプの生徒と友人がかつての校庭に記念碑を建立した。現在の記念碑は、当時と異なる形ではあるが、ヴェルヴァーの基礎課程学校前の広場に存在している。

### 学校
ホンカンプ以前にも、この町には学校があった。この学校は福音主義の聖具室係で教師のハインリヒ・ケッターによって約 40年間運営されていた。もう1校は、1861年にマイエリヒ地区とフレルケ地区を校区としてマイエリヒに建設された。1892年にクロティンゲンにも学校が設けられた。すなわち、19世紀末頃の旧ヴァルヴァー教区連合の管内には、4つの学校があったことになる。

### アムト体制
1809年8月15日、ベルク大公国政府によってアムト体制が導入された。これにより、ベルデの村はゾースト市の支配から解放された。ヴェルヴァーは、名誉アムト長アルノルト・スミスが統治するシュヴェーフェ町に属した。スミスは、中世の昔から「castrum」（防御を巡らせた城砦を意味する）と記述されてきた「マイエリヒ館」の、市民階級初の所有者となった。館の主としては、メデリケ家と称した。この他にこの館を章有したのはヘルトフェルデ家（通称グラッセム家）、ラッペ家、プレッテンベルク家、ディンクラーゲ家、プレッテンベルク＝シュヴァルツェンベルク家がある。1450年頃マイエリヒ館で、「ベルデの最も有名な出身者」で後にリヴォニアのドイツ騎士団長となるヴォルター・フォン・プレッテンベルクが生まれた。彼は1502年にプレスカウの戦いでツァーリのイヴァン3世に勝利した。彼は自らの世代のみならず後世まで続く騎士団の独立を確保し、何十年にもわたる平和をもたらした。リガの騎士団の城館に建つ彼の立像の鋳型はゾーストの城砦博物館にある。ルートヴィヒ1世フォン・バイエルンは、この重要な騎士団長の胸像をレーゲンスブルク近郊のヴァルハラ神殿に設置した。
アムト・シュヴェーフェの歴史は、マイエリヒ館の新たな所有者となった「スミス」の名前と密接に結びついている。この家門の成員は次々に「名誉アムト長」として、アムトの自治体としての命運に決定的に関与することとなった。前述の名誉アムト長アルノルト・スミスは、1809年から1837年に亡くなるまでこの職に留まった。それは、ナポレオンによる占領、解放戦争、世俗化、シュタインの改革、農奴解放と数多くの新たな始まりがあり、膨大な業務が生じた時期であった。1844年から1854年まではアルノルト・スミスの息子アルベルト・スミスが名誉アムト長となり、その後1861年に亡くなるまでアムト地域の第一助役を務めた。1873年10月3日、アルノルトの孫でアルベルトの息子にあたる、アイネッカーホルゼンの学校で経済を学んだヴィルヘルム・スミスがアムト・シュヴェーフェの名誉アムト長に選出され、就任した。彼の報酬は年額 400ターラーと定められた。彼は、スローガンで言うところ「正しく行い、誰もためらうことなく」49年間統治を行った。時に弛緩することはあったが、彼は与えられた仕事に休むことなく取り組んだ。彼は1887年から1890年まで国会議員も務めた。スミス家の所有物の中には現在も、貴族館の「マイエリヒ館」を民間に売却する旨のフリードリヒ大王の署名がなされた文書や、死を目前にした高齢の皇帝ヴィルヘルム1世が震える手で署名し、ビスマルクによって副署された文書が遺されている。

### 人気のレジャー地
1900年頃に森林地域（現在のエルレン通りにまで達するオークの混交林）や河川周辺を含むヴェルヴァー周辺地域は、ルール地方東部の住民に人気のレジャー・ハイキング地となった。夏季には、ウナ/ドルトムント、ハム、ゾースト方面から鉄道を利用して多くの週末行楽客がレジャーや気分転換にこの懐かしい景観を持つ町を訪れた。陽気に飾り立てた遊覧大型乗合馬車に乗った社交グループの一団が、庭園レストランのカフェテーブルを巡り歩いた。1900年頃、ナテルン地区での石炭採掘の際に、20 ℃、8 % の塩水が毎分約 400 リットル噴出し、塩水浴施設を造るべきではないかという疑問が湧いた。他の古い権利を考慮した結果、1906年にこの計画は霧散した。

### 現在の町の成立
教会のある集落の政治的まとまりは「キルヒヴェルヴァー」と名付けられ、全域がマイエリヒに属す「バーンホーフ・ヴェルヴァー」と明確に区別されていた。やがて集落が拡大し、新たな住民たちによって両者の境界が徐々に曖昧となった。責任委員会での何年にも及ぶ協議の末ついに、マイエリヒとキルヒヴェルヴァーとの合併が合意された。そのために町村を超えた公的利益、自治体運営上および経済的な考慮、境界の廃止作業などに取り組んだ。発展の過程で早くから予見されていた問題が、この決定によって解決した。一般市民は「ヴェルヴァー」という名前の新しい自治体への統合を異口同音に賛成した。統合は、1957年4月1日に発効した。
1969年7月1日、それまで独立した町村であったバルクゼン、ベルヴィッケ、ブルームロート、ボルゲルン、ディンカー、ドルフヴェルヴァー、アイルムゼン（1920年にフェリングハウゼンから分離、新設されていた）、アイネッケ、アイネッカーホルゼン、フレルケ、イリンゲン、クロティンゲン、メルクリングゼン、ナテルン、レックリングゼン、シャイディンゲン、シュヴェーフェ、シュトックラルン、フェリングハウゼンがヴェルヴァーに合併し、新たな自治体ヴェルヴァーが成立した。

## 住民

### 人口推移
| 年   | 人口（人） |
| ---- | ---------- |
| 1985 | 10,425     |
| 1990 | 10,772     |
| 1995 | 11,563     |
| 2000 | 12,787     |
| 2005 | 12,884     |
| 2010 | 12,419     |
| 2015 | 12,140     |

## 行政

### 議会
ヴェルヴァーの町議会は 26議席からなる

### 首長
新たな自治体が成立した1969年以降の町長を列記する:
- 1969年 - 1971年: オットー・ヴァイマン
- 1971年 - 1975年: ゲオルク・クニールム
- 1975年 - 1984年: エーリヒ・シュロットマン
- 1984年 - 1992年: クラウス・テオ・ローエ
- 1992年 - 1999年: ヴォルフガング・ダウベ
- 1999年 - 2004年: ハンス＝ペーター・ルック
- 2004年 - 2009年: ヴォルフガング・ヘルスター
- 2009年 - 2014年: インゴ・タイマン
- 2014年 - : ウーヴェ・シューマッヒャー[7]

### 紋章、印章、旗、ロゴ
この町は、1970年3月31日付のアルンスベルク行政管区長官の文書によって、紋章と印章を使用する権利を与えられた。これは1961年11月7日のノルトライン＝ヴェストファーレン州内務大臣によって認可されたアムト・ボルゲルン＝シュヴェーフェの紋章を継承するものであった。この町はさらに2011年7月7日のアルンスベルク行政管区長官の文書によって旗の使用権をも得た。この町は2011年からロゴを公式に用いている。
- 紋章
- 印章
- 旗
- ロゴ

紋章の図柄: 赤地と金地（黄地）に左右に分割。向かって左は、直立し、黒い舌を出した金色の猟犬。向かって右は、2本の下向きに交差する黒い剣。剣の上に黒い鷲が浮かんでいる。
この紋章は、かつての領主家のシンボルを組み合わせたものである。猟犬 (ドイツ語: Rüde) はリューデンベルク領主家 (ドイツ語: Rüdenberg) を表し、鷲と剣は、ヴェルヴァー城に拠ったゾーストの代官の紋章から採られた。
印章: この町は、町の紋章と「Gemeinde Welver, Kreis Soest」という文言が描かれた行政印として用いている。
旗: 長辺と垂直に 1:1 の幅で黄地と赤地に塗り分けられている。旗竿寄りは黄色と赤が20回入れ替わるストライプ。旗の中央に町の紋章が描かれている。
ロゴは、この町の頭文字をスタイリッシュな書体で描いたものである。

## 文化と見所

### ヴェルヴァー郷土館
かつての修道院のパン焼き・ビール醸造小屋は、この地域最大の郷土史コレクションの一つとなっている。400 m2 に100点以上の物品が展示されている。特筆すべきは、2500体の錫人形を用いてフェリングハウゼンの戦いを再現したジオラマである。

### その他の見所
ボルゲルン地区、シュヴェーフェ地区、ディンカー地区の中世の教会やシュトックラルン地区の礼拝堂も見応えがある。
- フェリングハウゼン城
- フェリングハウゼンの戦い記念碑
- ボルゲルンの福音主義教会と旧牧師館
- ネーレン城
- ヴェルヴァーの聖ベルンハルト教会
- ディンカーの聖オトマール教会

### スポーツ
ヴェルヴァーには、ドイツでもユニークなマラソンルートがある。このルートは21すべての地区を通る。

#### スポーツクラブ
- SV ヴェルヴァー（サッカー）
- SuS シャイディンゲン 1928 e.V.（サッカー、卓球）
- TV フレルケ/ヴェルヴァー 1928 e.V.（陸上競技、ダンス、バレーボール）
- TC ヴェルヴァー（テニス）
- ヴェルヴァー柔道クラブ（格闘技）
- TuS シュヴェーフェ（サッカー）
- TV ボルゲルン（サッカー）
- SV アイルムゼン（サッカー）
- RG アイヒェングルント・ヴェルヴァー e.V.（乗馬）
- ASV ランゲ・パイチェ・ヴェルヴァー（釣り）
- RV ヴェルヴァー（乗馬）
- キフホイザー・カメラートシャフト・ヴェルヴァー（射撃競技）

### 謝肉祭
ヴェルヴァーはヴェストファーレン中央部の謝肉祭の盛んな町として知られている。毎年ヴァイバーファストナハトに開催される謝肉祭のパレードは、この地域最大のものの一つである。

## 経済と社会資本

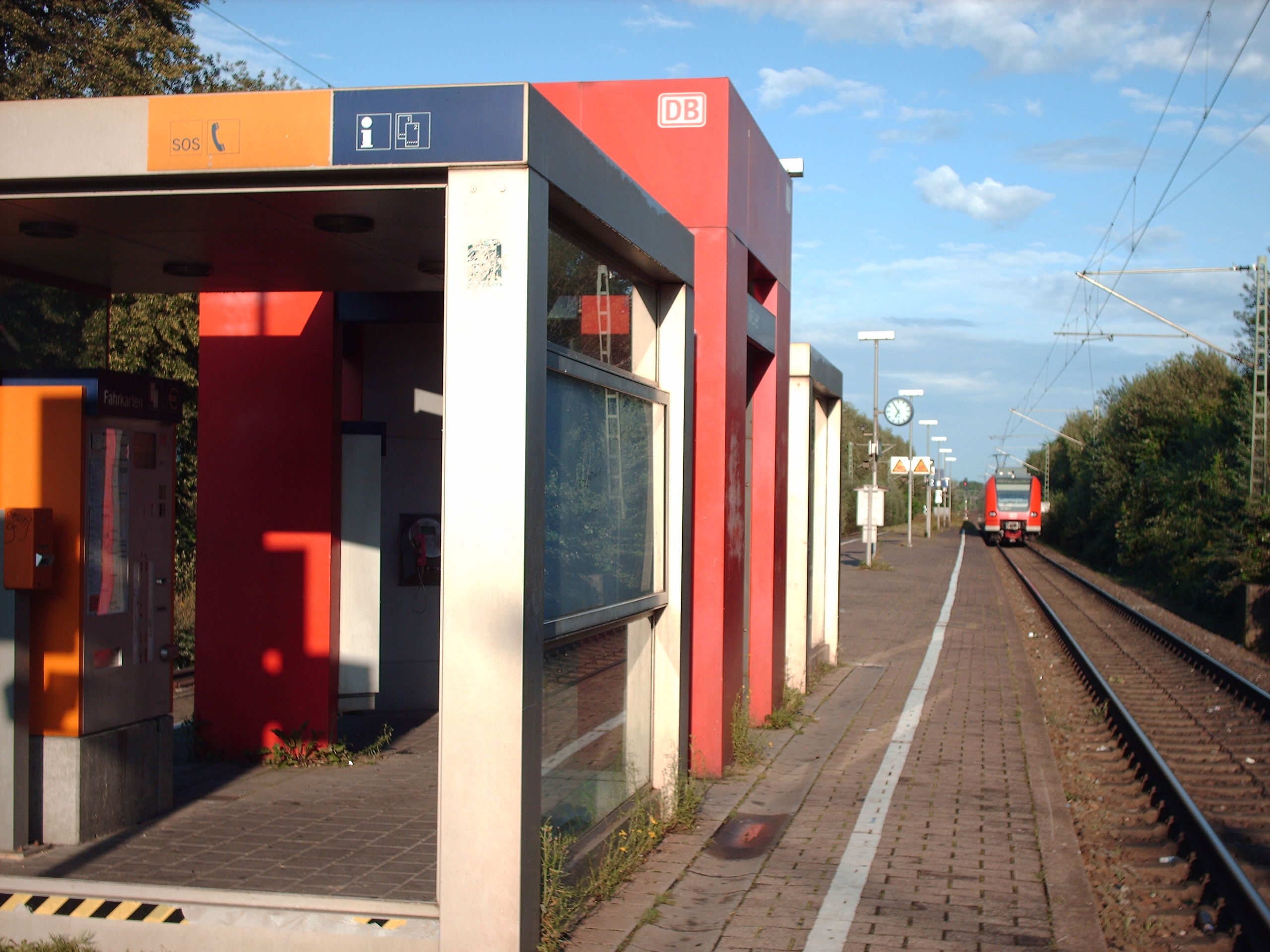
ヴェルヴァー駅

### 交通

#### 鉄道
ヴェルヴァーには鉄道ハム - ヴァールブルク線の駅が2つある: ヴェルヴァー駅とボルゲルン駅である。

#### 道路
ヴェルヴァー近郊をアウトバーン A2号線（欧州自動車道 E34号線オーバーハウゼン - ドルトムント - ハノーファー - ベルリン線）および連邦道 B63号線、B475号線が通っている。A2号線へは州道 L667号線経由でアクセスできる（ハム・インターチェンジおよびハム＝ウエントロプ・インターチェンジ）。L670号線経由でゾーストへ行けば、B1号線およびA44号線（E331号線ドルトムント - カッセル - [エアフルト]）にアクセスできる。

## 人物

### 出身者
- ヴォルター・フォン・プレッテンベルク（ドイツ語版、英語版）（1450年頃 - 1535年）リヴォニアのドイツ騎士団長
- ヴェルナー・ローラント（ドイツ語版、英語版）（1948年 - ）サッカー選手